# Rus domácí
Rus domácí (Blattella germanica) je celosvětově rozšířený druh hmyzu patřící mezi šváby, s délkou dospělců 11–15 mm. 

## Výskyt a původ
Rus domácí je v městském prostředí zdaleka nejrozšířenějším druhem švába i nejrozšířenějším lidským škůdcem. Je spojován s lidmi a jejich obydlími, zvláště pak s místy, kde dochází k přípravě potravy (např. restaurace a další zařízení s kuchyněmi), nebo s místy pobytu většího počtu osob, jako jsou hotely, nemocnice či pečovatelské domy.
Rus domácí dlouho mátl vědce tím, že se nevyskytuje ve volné přírodě. První historický záznam o druhu pochází ze 2. poloviny 18. století. Genetická studie z roku 2024 zkoumala 281 vzorků rusa domácího ze 17 zemí a po jejich genetickém rozboru dospěla k závěru, že rus domácí se vyvinul z asijského druhu Blattella asahinai před 2100 lety. K vývoji rusa domácího patrně došlo v Indii a Myanmaru. Jeho kosmopolitnímu rozšíření pomohlo hlavně dálkové cestování a rozšíření domů s kontrolovatelnou teplotou.

## Rozmnožování
Rus se rozmnožuje po celý rok. Jeho vajíčka se vyvíjejí v charakteristických ootékách („kokonech“), které obsahují až 30 vajíček. Ootéka je dlouhá 5-6 mm. Samice odkládá ootéku těsně před líhnutím. V tomto se liší od vývojového cyklu švába, jehož samice odkládá ootéku dlouho před líhnutím.

### Ootéka
Rýhy na ootéce jsou po celé její šířce, barva ootéky je světle hnědá, velikost vaječné komory je 8×3×2 mm, obsahuje kolem 30 vajíček. Inkubační doba ootéky je 2–5 týdnů v závislosti na okolní teplotě. Vylíhnuté nymfy jsou 2–10 mm dlouhé, bezkřídlé, tmavě hnědé, svlékají se 5–7×. Nymfální stadium trvá při pokojové teplotě cca 40 dní.
Samice vytvářejí během života asi sedm ooték.